# Ligue des jeunes travaillistes
Pour les articles homonymes, voir AUF.
 (avril 2013).
La Ligue des jeunes travaillistes (Arbeidernes Ungdomsfylking en bokmål et Arbeidaranes Ungdomsfylking en nynorsk), ou AUF, est une organisation de jeunesse affiliée au Parti travailliste norvégien.

## Historique
L'AUF a été créée en 1927 à la suite de la fusion de la Ligue des jeunes communistes et de la Ligue des jeunes socialistes de Norvège. Son dirigeant est, depuis 2014, Mani Hussaini (en). Un bon nombre d'anciennes personnalités de l'AUF a été amené à occuper des responsabilités importantes au gouvernement, comme le Premier ministre de Norvège Jens Stoltenberg. 
Le 22 juillet 2011, Anders Behring Breivik, responsable des attentats terroristes de 2011 en Norvège, a d'abord tué huit personnes en faisant exploser une bombe au pied de la tour qui abrite le siège du Premier ministre travailliste (Jens Stoltenberg), absent à ce moment-là. Puis, déguisé en policier, il a froidement tiré pendant plus d'une heure sur des membres de la Jeunesse travailliste réunis pour une université d'été sur l'île d'Utøya, près d'Oslo, faisant soixante-neuf autres victimes, essentiellement des adolescents, âgés de 14 à 19 ans.